# Clinocera azorica
Clinocera azorica är en tvåvingeart som beskrevs av Wagner och Hermann Stauder 1991. Clinocera azorica ingår i släktet Clinocera och familjen dansflugor. Inga underarter finns listade i Catalogue of Life.